# Beta Monocerotis
Beta Monocerotis (β Monocerotis, förkortat Beta Mon, β Mon), som är stjärnans Bayer-beteckning eller 11 Monocerotis enligt Flamsteed, är en trippelstjärna i Enhörningens stjärnbild. Den har en genomsnittlig skenbar magnitud på 3,80, är den ljusaste stjärnan i stjärnbilden och är synlig för blotta ögat där ljusföroreningar ej förekommer. Baserat på parallaxmätning inom Hipparcosuppdraget på ca 4,8 mas, beräknas den befinna sig på ett avstånd på ca 700 ljusår (ca 210 parsek) från solen.

## Egenskaper
Primärstjärnan Beta Monocerotis A är en blå till vit stjärna i huvudserien av spektralklass B4 Ve. Den har en massa som är ca 8,7 gånger större än solens massa, en radie som är ca 8 gånger större än solens och utsänder från dess fotosfär ca 3 200 gånger mera energi än solen vid en effektiv temperatur på ca 18 100 K.
Konstellationen består av tre Be-stjärnor, Beta Monocerotis A, Beta Monocerotis B och Beta Monocerotis C. Det finns också en extra visuell följeslagare, som förmodligen inte är fysiskt förbunden med de andra tre stjärnorna.
Beta Monocerotis är eruptiv variabel av Be-typ (BE), som varierar mellan fotografisk magnitud +3,77 och 3,84 med små och snabba variationer. Det är oklart vilken av stjärnans tre komponenterna som orsakar att ljusstyrkan förändras.